# كهف ميغالاكوس
كهف ميغالاكوس (باليونانية: Σπήλαιο Μεγάλακκος, Spelaio Megalokkos)‏ هو كهف صخري يقع في مقاطعة يانينة، شمال غرب اليونان، ويبعد حوالي 500متر عن كهف كليدي.

## الآثار
كشفت الاستكشافات الأثرية التي قام بها فريق بريطاني بين عامي 1983 و 1986 أن الكهف الذي يبلغ ارتفاعه 2 متر (6.6 قدم)، يحتوي على قطع أثرية وأدوات حجرية وبقايا حيوانية وأحفوريات أخرى تعود إلى العصر الحجري القديم منذ 12000إلى 20000سنة. كما وأجريت استكشافات مماثلة من قبل نفس فريق البحث في كهف كليدي المجاور.